# نظام الحكم في الدولة العباسية
نظام الحكم في الدولة العباسية

## تمهيد
أن نظام إدارة الدولة عند العباسيين، سواء أكان في اسلوب حكم الدولة أو في إدارتها، قد أخذ منحاً آخر غير المنهج التقليدي الذي ساروا عليه في باديء الامر، الذي كان امتداداً للنظام السياسي والإداري عند الأمويين، حيث بدأت تبرز وتستقر معالم اساليب الحكم وادارته عند العباسيين بشكل جلي، حيث ظهرت الكتب التي تتحدث عن اساليب الحكم وإدارة الدولة ونظمها، فعلى سبيل المثال لا الحصر ما كتبه أبو الحسن الماوردي المتوفى سنة 450 ه‍، في كتابه قوانين الوزارة وأدب الوزير ، فهذا دليل على ما كان من اهتمام واولوية في استنباط نظم الحكم والإدارة من مصادرها، والتقدم فيهما من قبل الخلفاء العباسيين، الذين ساروا بهذا المستوى الرفيع في تطبيق نظم الدولة وإدارة شؤونها.
ويمكن تقسيم وتوزيع نظام وأسلوب الحكم وإدارة الدولة كالآتي:

## نظام الحكم في العصر العباسي

### الخلافة
الخليفة هو رأس السلطة وصاحب الرياسة العامة في امور الدين والدنيا، للنظر الشرعي باحوال كافة الرعية الاخروية والدنيوية التي ترجع كلها عند الشرع إلى اعتبارها بمصالح الآخرة، وهي خلافة صاحب الشرع في حراسة الدين وسياسة الدنيا .

### الوزارة
للوزير واجبات معينة ومسؤولية كبيرة في إدارة الدولة، وأهم تلك الواجبات:
- يكون الوزير وسيطاً بين الخليفة والرعية والولاة، ويكون مجرد منفذ لأوامر الخليفة.
- يكون الوزير مفوضاً من الخليفة في تدبير أمور الدولة برأيه وأجتهاده، فتكون له السلطة المطلقة في شؤون الدولة.

### الكتابة
تكون لكاتب الخليفة عدة مهام يقوم بها اثناء توليه هذه الوظيفة، منها:
- تحرير الرسائل الرسمية والسياسية، داخل الدولة وخارجها.
- يتولى نشر القرارت والبلاغات والمراسيم، بين الناس.
- يجلس على منصة القضاء بجوار الخليفة لينظر في الدعاوى والشكاوى، ثم يختمها بخاتم الخليفة.

### الحجابة
للحاجب عدة مهام يقوم بها من خلال ممارسته لوظيفته اهمها:
- يساعد الحكام في تنظيم الصلة بينهم وبين الرعية.
- واسطة بين الناس والخليفة.
- يدرس طلبات الناس وحوائجهم.
- يأذن لهم بالدخول إلى الخليفة، أو يرفض دخولهم إذا كانت الأسباب غير مقنعة.[3]